# Ogose
Ogose (越生町, Ogose-machi) est un bourg du district d'Iruma situé dans la préfecture de Saitama, au Japon.

## Géographie

### Démographie
En 2011, la population d'Ogose s'élevait à 12 430 habitants répartis sur une superficie de 40,44 km2.

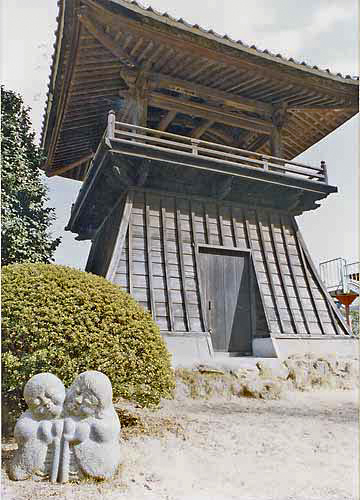
Temple bouddhiste à Ogose.
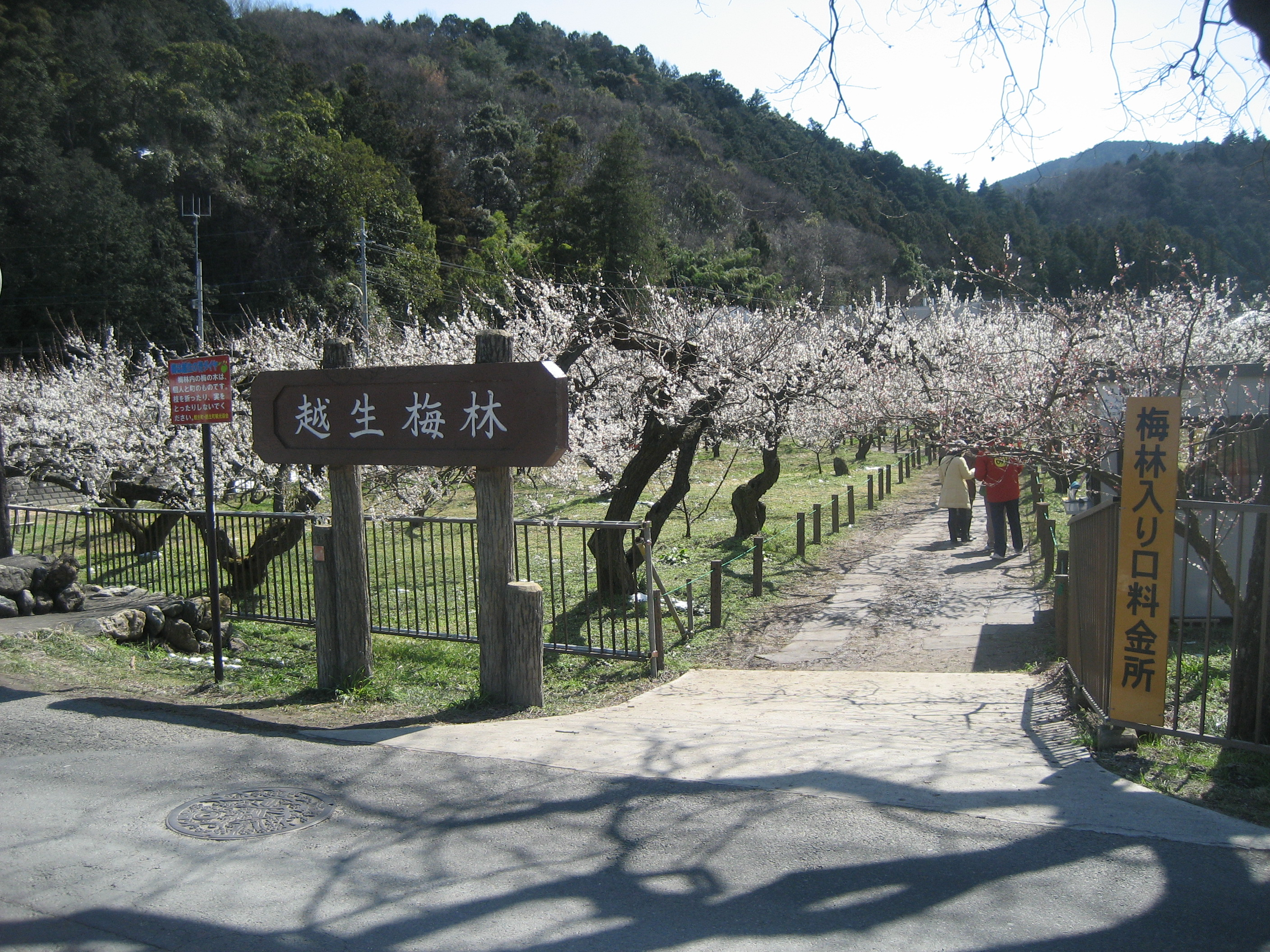
Abricotiers en fleurs à Ogose.